# Lichuan
Pour les articles homonymes, voir Lichuan (homonymie).
Lichuan (chinois : 利川市 ; pinyin : Lìchuān shì) est une ville-district de la province du Hubei en Chine. Elle est située dans la préfecture autonome tujia et miao d'Enshi.

## Démographie
La population du district était de 826 857 habitants en 1999.

## Transports
La ville-district est desservie par l'autoroute Hu-Rong (zh) (autoroute Shanghai-Chengdu) (沪蓉高速公路) de la route nationale 42 (G42).
La gare de Lichuan (zh) est également, depuis le 15 juillet 2010, sur la ligne de chemin de fer Yi-Wang (zh) (宜万铁路 ou ligne de chemin de fer Yichang-Wangzhou), reliant la ville-préfecture de Yichang, dans la province de Hubei, au district de Wanzhou, dans la municipalité de Chongqing. Depuis le 6 juin 2012, elle est également sur la ligne de chemin de fer Yu-Li (zh) (渝利铁路), reliant la gare de Chongqing-Nord (municipalité de Chongqing) à la gare de Lichuan (zh).

## Environnement

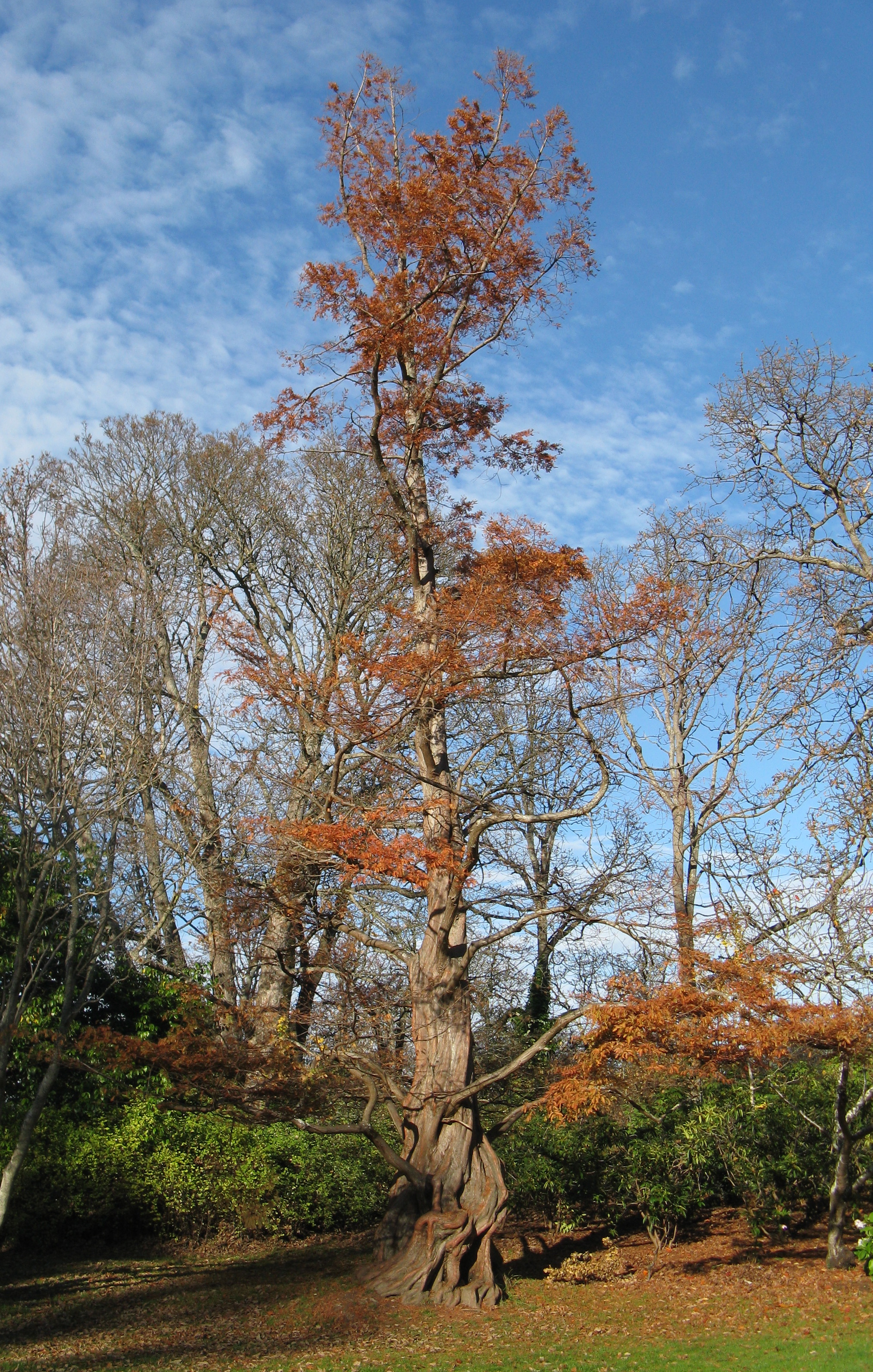
Metasequoia glyptostroboides en automne

### Faune et flore
C'est l'habitat naturel de la majorité des metasequoia glyptostroboides, un arbre dont le genre est proche du Sequoioideae (en). Le plus grand groupe de ces arbres est situé dans la vallée du Xiaohe (小河)

## Patrimoine
- La grotte Tenglong (zh) (腾龙洞).
- Le vieux village du bourg de Moudao (zh) (谋道镇)
- Classés dans la liste des sites historiques et culturels majeurs protégés au niveau national : ensemble des constructions Dashui jinggu (zh) (大水井古建筑群, un ensemble de puits), le village de Yumu (zh) (鱼木寨).
- Classés dans la liste des sites historiques et culturels majeurs protégés au niveau provincial du Hubei (zh) : 市石龙寺, 如膏书院, 三元堂, 花犁岭天主教堂, 建南崖墓群, 堂墓群, 长坪墓群, 步青桥及字库塔, 利川三塔, 龙水文庙, 谌满氏节孝坊, 雀岩墩碑屋, 范家老屋, 中共湘鄂西前敌委员会会议旧址.